# امانوئل جال
امانوئل جال (انگلیسی: Emmanuel Jal؛ زادهٔ ۱ ژانویهٔ ۱۹۸۰) کنشگر، خواننده، هنرپیشه اهل سودان است. که او در کودکی به عنوان سرباز جنگیده است. 

## کودکی
او در روستای تونج در سودان (همکنون در سودان جنوبی) به دنیا آمد. او در کودکی در دومین جنگ داخلی سودان جنگید. در هفت سالگی مادرش توسط یک نظامی وفادار به حکومت کشته شد. او تصمیم گرفت به کودکانی که به اتیوپی فرار می‌کردند ملحق بشود، این کودکان به امید آموزش و فرصت‌های بهتر به آنجا می‌رفتند.